# دی کوگ
دی کوگ (به هلندی: De Koog) یک منطقهٔ مسکونی در هلند است که در تسل واقع شده‌است. دی کوگ ۱٬۳۰۰ نفر جمعیت دارد.